# بارمباخ
بارمباخ (به فرانسوی: Barembach) یک کمون در فرانسه با جمعیت ۸۷۲ نفر است که در Canton of Schirmeck واقع شده‌است.